# Chris Stokes
Christopher B. Stokes, le plus souvent appelé Chris Stokes, est un réalisateur, manager et producteur de musique urbaine américain.

## The Ultimate Group (T.U.G.)
T.U.G. est le label que Stokes a créé au milieu des années 1990 ayant pour but de produire de la musique mais également des films. Son premier grand succès sera la production du premier album de sa sœur Smooth avec notamment le single Mind Blowin en 95. Puis il monte le boys band r&b Immature (aujourd'hui IMx), avec comme leader le jeune acteur Marques Houston, qui connut un énorme succès (grâce aux fans de la série Sister, Sister). Mais la plus grande réussite de Chris Stokes et T.U.G. restera la fondation d'un autre boys band r&b : les B2K. Formé de Omarion Grandberry, le leader, et de son neveu Raz-B entre autres, le groupe atteint des sommets au niveau des ventes entre 2002 et 2004 avec comme apogée le film You Got Served (Street Dancers en France). Mais le succès sera éphémère car le groupe ne résiste pas à la séparation.
Depuis 2004, Omarion et Marques Houston font des carrières solo pour le compte de T.U.G. avec plus ou moins de réussite. Le label est affilié à Universal Motown Records Group excepté pour Omarion qui est toujours sous contrat avec Epic et Sony BMG où il avait signé en 2002 avec les B2K.

## Réalisateur de films et vidéos musicales
- 2001 : House Party 4 (pas de sortie en France), avec Marques Houston et le groupe IMx
- 2004 : You Got Served (Street Dancers), avec les B2K, Marques Houston, Lil' Kim...
- 2004 : After Party, clip vidéo de Young Rome
- 2003 : Feelin' Freaky, clip vidéo de Nick Cannon
- 2003 : Pop That Booty, clip vidéo de Marques Houston
- 2003 : What A Girl Wants et Girlfriend, clips vidéo des B2K

## Artistes produits par Chris Stokes
- B2K
- Marques Houston
- Immature (IMx)
- Jhené Aiko
- Karma
- Mila J
- Monteco
- N2U
- NLT
- Omarion Grandberry
- O'Ryan
- Ashley Orr
- Rufus Blaq
- Smooth
- 2Much
- Young Rome

## Anecdotes
- Chris Stokes est accusé (à tort ou raison?) d'être le principal responsable de la séparation des B2K par les fans.
- Stokes et Raz B, son neveu du groupe B2K, ont présenté ensemble leur maison dans l'émission MTV Cribs.
- Stokes a développé une équipe de producteur au début des années 2000 appelée Platinum Status est orchestrée par T. Scott. C'est d'ailleurs cette équipe la qui a produit la majeure partie des albums des B2K et du premier album solo de Marques Houston.
- Les artistes de son label finissent très souvent (surtout Marques Houston) leur musique par une dédicace en sa faveur (le plus fréquent est le Holla at you boy Chris!).